# Fußball-Brandenburgliga 2007/08
Die Brandenburgliga 2007/08 war die 18. Spielzeit und die 14. als fünfthöchste Spielklasse im Fußball der Männer. Sie begann am 24. August 2007 mit dem Spiel SV Falkensee-Finkenkrug gegen den FV Motor Eberswalde und endete am 7. Juni 2008 mit dem 30. Spieltag.
Der SV Falkensee-Finkenkrug wurde in dieser Saison zum zweiten Mal Landesmeister in Brandenburg und stieg damit in die Fußball-Oberliga Nordost auf. Der Brandenburger SC Süd 05 errang, mit 9 Punkten Rückstand, die Vizemeisterschaft und stieg durch das erfolgreiche Abschließen in den beiden Relegationsspielen gegen den SV Schott Jena, ebenfalls in die Fußball-Oberliga Nordost auf. Zur Winterpause führte der Brandenburger SC Süd 05 nach der Hinrunde die Tabelle der Brandenburgliga an und errang damit den inoffiziellen Titel des Herbstmeisters.
Als Absteiger standen nach dem 30. Spieltag der SV Eintracht Ortrand und der Märkischer SV 1919 Neuruppin fest und mussten in die Landesliga absteigen.

## Teilnehmer
An der Spielzeit 2007/08 nahmen insgesamt 16 Vereine teil.
| ▼Absteiger aus der Oberliga Nordost 2006/07 | ▼Absteiger aus der Oberliga Nordost 2006/07 |
| ------------------------------------------- | ------------------------------------------- |
| FV Motor Eberswalde                         | Märkischer SV 1919 Neuruppin Fn. 1          |

| Mannschaften aus der Verbandsliga Brandenburg 2006/07 | Mannschaften aus der Verbandsliga Brandenburg 2006/07 | Mannschaften aus der Verbandsliga Brandenburg 2006/07 |
| ----------------------------------------------------- | ----------------------------------------------------- | ----------------------------------------------------- |
| FSV 63 Luckenwalde                                    | FC Strausberg                                         | SG Blau-Gelb Laubsdorf                                |
| SV Schwarz-Rot Neustadt (Dosse)                       | Oranienburger FC Eintracht 1901                       | Frankfurter FC Viktoria 91                            |
| FC Schwedt 02                                         | Breesener SV Guben Nord                               | SV Altlüdersdorf                                      |
| SV Falkensee-Finkenkrug                               | SV Babelsberg 03 II                                   | Brandenburger SC Süd 05                               |
| SV Eintracht Ortrand                                  |                                                       |                                                       |

| ▲Aufsteiger aus der Landesliga 2006/07 | ▲Aufsteiger aus der Landesliga 2006/07 |
| -------------------------------------- | -------------------------------------- |
| Prignitzer Kuckuck Kickers 2000        | SV Grün-Weiß Lübben                    |

## Abschlusstabelle
| Pl. | Verein                              | Sp. | S  | U  | N  | Tore    | Diff. | Punkte |
| --- | ----------------------------------- | --- | -- | -- | -- | ------- | ----- | ------ |
| 1.  | SV Falkensee-Finkenkrug             | 30  | 22 | 5  | 3  | 067:300 | +37   | 71     |
| 2.  | Brandenburger SC Süd 05             | 30  | 18 | 8  | 4  | 066:340 | +32   | 62     |
| 3.  | Frankfurter FC Viktoria 91          | 30  | 15 | 8  | 7  | 061:440 | +17   | 53     |
| 4.  | SV Altlüdersdorf                    | 30  | 13 | 12 | 5  | 062:310 | +31   | 51     |
| 5.  | SG Blau-Gelb Laubsdorf              | 30  | 13 | 9  | 8  | 057:420 | +15   | 48     |
| 6.  | FSV 63 Luckenwalde                  | 30  | 13 | 7  | 10 | 055:450 | +10   | 46     |
| 7.  | FV Motor Eberswalde (A)             | 30  | 12 | 7  | 11 | 052:430 | +9    | 43     |
| 8.  | Breesener SV Guben Nord             | 30  | 12 | 7  | 11 | 061:610 | ±0    | 43     |
| 9.  | SV Babelsberg 03 II                 | 30  | 12 | 4  | 14 | 040:440 | −4    | 40     |
| 10. | FC Schwedt 02                       | 30  | 10 | 7  | 13 | 051:530 | −2    | 37     |
| 11. | SV Grün-Weiß Lübben (N)             | 30  | 10 | 5  | 15 | 052:660 | −14   | 35     |
| 12. | Oranienburger FC Eintracht 1901     | 30  | 9  | 5  | 16 | 036:560 | −20   | 32     |
| 13. | SV Schwarz-Rot Neustadt (Dosse)     | 30  | 8  | 7  | 15 | 043:620 | −19   | 31     |
| 14. | FC Strausberg                       | 30  | 8  | 6  | 16 | 054:640 | −10   | 30     |
| 15. | Prignitzer Kuckuck Kickers 2000 (N) | 30  | 9  | 3  | 18 | 059:890 | −30   | 30     |
| 16. | SV Eintracht Ortrand                | 30  | 3  | 6  | 21 | 035:870 | −52   | 15     |
| 17. | Märkischer SV 1919 Neuruppin (A)    | 0   | 0  | 0  | 0  | 000:000 | ±0    | 0      |

| (A) | Absteiger aus der Oberliga Nordost 2006/07 |
| (N) | Aufsteiger aus der Landesliga 2006/07      |

## Kreuztabelle
Die Kreuztabelle stellt die Ergebnisse aller Spiele dieser Saison dar. Die Heimmannschaft ist in der linken Spalte, die Gastmannschaft in der oberen Zeile aufgelistet.
| 2007/08                         | SV Falkensee-Finkenkrug | Brandenburger SC Süd 05 | Frankfurter FC Viktoria 91 | SV Altlüdersdorf | SG Blau Gelb Laubsdorf | FSV 63 Luckenwalde | FV Motor Eberswalde | Breesener SV Guben Nord | SV Babelsberg 03 II | FC Schwedt 02 | SV Grün-Weiß Lübben | Oranienburger FC Eintracht 1901 | SV Schwarz-Rot Neustadt (Dosse) | FC Strausberg | Prignitzer Kuckuck Kickers 2000 | SV Eintracht Ortrand |
| ------------------------------- | ----------------------- | ----------------------- | -------------------------- | ---------------- | ---------------------- | ------------------ | ------------------- | ----------------------- | ------------------- | ------------- | ------------------- | ------------------------------- | ------------------------------- | ------------- | ------------------------------- | -------------------- |
| SV Falkensee-Finkenkrug         |                         | 0:1                     | 3:2                        | 1:2              | 3:1                    | 4:2                | 1:0                 | 4:0                     | 2:1                 | 3:0           | 2:2                 | 2:0                             | 4:3                             | 4:0           | 2:0                             | 3:1                  |
| Brandenburger SC Süd 05         | 0:2                     |                         | 2:1                        | 2:2              | 2:1                    | 1:1                | 3:1                 | 4:1                     | 0:1                 | 2:0           | 2:1                 | 3:0                             | 2:1                             | 2:2           | 2:0                             | 5:0                  |
| Frankfurter FC Viktoria 91      | 4:3                     | 3:1                     |                            | 1:0              | 2:2                    | 2:0                | 2:1                 | 3:0                     | 2:1                 | 3:1           | 3:1                 | 5:1                             | 1:1                             | 1:0           | 3:1                             | 5:0                  |
| SV Altlüdersdorf                | 0:1                     | 2:2                     | 2:0                        |                  | 2:1                    | 0:0                | 1:1                 | 6:1                     | 0:0                 | 1:1           | 4:1                 | 4:0                             | 2:2                             | 0:4           | 7:0                             | 6:0                  |
| SG Blau-Gelb Laubsdorf          | 1:2                     | 1:1                     | 1:1                        | 2:2              |                        | 1:1                | 1:0                 | 0:1                     | 2:0                 | 1:1           | 4:1                 | 4:0                             | 1:3                             | 4:1           | 2:3                             | 3:2                  |
| FSV 63 Luckenwalde              | 0:0                     | 2:5                     | 3:0                        | 0:3              | 1:2                    |                    | 3:0                 | 0:2                     | 1:0                 | 3:0           | 5:1                 | 0:1                             | 6:2                             | 3:1           | 3:1                             | 4:3                  |
| FV Motor Eberswalde             | 0:2                     | 1:2                     | 0:0                        | 0:0              | 0:2                    | 5:2                |                     | 3:1                     | 1:1                 | 1:0           | 1:3                 | 0:0                             | 2:2                             | 2:2           | 3:1                             | 4:3                  |
| Breesener SV Guben Nord         | 3:4                     | 2:2                     | 0:2                        | 0:0              | 4:2                    | 0:0                | 0:1                 |                         | 2:0                 | 5:1           | 5:3                 | 4:2                             | 4:2                             | 4:1           | 0:3                             | 4:0                  |
| SV Babelsberg 03 II             | 2:3                     | 1:2                     | 3:1                        | 1:1              | 0:0                    | 1:0                | 0:3                 | 1:0                     |                     | 1:2           | 4:1                 | 2:0                             | 3:2                             | 3:0           | 2:3                             | 1:0                  |
| FC Schwedt 02                   | 0:0                     | 2:4                     | 1:2                        | 0:1              | 2:3                    | 2:4                | 1:6                 | 2:2                     | 4:1                 |               | 3:1                 | 2:0                             | 3:0                             | 1:1           | 4:0                             | 1:1                  |
| SV Grün-Weiß Lübben             | 3:4                     | 0:0                     | 1:1                        | 3:2              | 0:0                    | 0:1                | 0:3                 | 3:1                     | 4:0                 | 3:1           |                     | 0:2                             | 2:1                             | 4:2           | 3:2                             | 4:1                  |
| Oranienburger FC Eintracht 1901 | 0:1                     | 3:1                     | 2:2                        | 1:1              | 2:5                    | 1:1                | 3:1                 | 1:2                     | 1:2                 | 0:3           | 1:2                 |                                 | 1:1                             | 2:1           | 2:1                             | 2:1                  |
| SV Schwarz-Rot Neustadt (Dosse) | 0:1                     | 1:1                     | 3:1                        | 0:2              | 0:1                    | 2:1                | 0:1                 | 2:2                     | 3:1                 | 0:3           | 2:0                 | 0:4                             |                                 | 0:3           | 4:2                             | 1:0                  |
| FC Strausberg                   | 0:4                     | 1:4                     | 5:3                        | 2:4              | 2:3                    | 2:3                | 5:1                 | 2:2                     | 0:1                 | 0:0           | 1:1                 | 1:2                             | 6:0                             |               | 2:0                             | 2:0                  |
| Prignitzer Kuckuck Kickers 2000 | 1:1                     | 1:4                     | 3:3                        | 3:2              | 1:4                    | 1:3                | 2:4                 | 4:4                     | 2:5                 | 2:5           | 6:3                 | 2:1                             | 1:4                             | 6:4           |                                 | 5:2                  |
| SV Eintracht Ortrand            | 1:1                     | 0:4                     | 2:2                        | 1:3              | 2:2                    | 2:2                | 1:6                 | 3:5                     | 2:1                 | 2:5           | 2:1                 | 2:1                             | 1:1                             | 0:1           | 1:2                             |                      |

## Aufstiegsspiele zur Fußball-Oberliga Nordost
Aufstiegsspiele zwischen den Zweitplatzierten der Brandenburgliga und der Landesliga Thüringen:
| Datum         |                         | Ergebnis  |                         |
| ------------- | ----------------------- | --------- | ----------------------- |
| 14. Juni 2008 | Brandenburger SC Süd 05 | 1:0       | SV Schott Jena          |
| 22. Juni 2008 | SV Schott Jena          | 3:2       | Brandenburger SC Süd 05 |
| Gesamt:       | Brandenburger SC Süd 05 | (a)3:3(a) | SV Schott Jena          |

Aufgrund des besseren Auswärtstorverhätltnisses, entschied der Brandenburger SC Süd 05 die Aufstiegsspiele für sich und stieg damit in der Fußball-Oberliga Nordost auf.

## Statistiken

### Torschützenliste
| Pl. | Spieler         | Mannschaft                 | Tore |
| --- | --------------- | -------------------------- | ---- |
| 1.  | Georg Froese    | SV Falkensee-Finkenkrug    | 25   |
| 1.  | Andreas Fricke  | Brandenburger SC Süd 05    | 25   |
| 3.  | Henry Haufe     | Frankfurter FC Viktoria 91 | 22   |
| 4.  | Daniel Scheinig | SV Falkensee-Finkenkrug    | 21   |
| 5.  | Franko Göbel    | Breesener SV Guben Nord    | 20   |

### Zuschauertabelle
| Pl.    | Verein | Verein                          | Spiele | Zuschauer | ø pro Spiel |
| ------ | ------ | ------------------------------- | ------ | --------- | ----------- |
| 01.    |        | SV Falkensee-Finkenkrug         | 15     | 4.920     | 328         |
| 02.    |        | FSV 63 Luckenwalde              | 15     | 4.425     | 295         |
| 03.    |        | Brandenburger SC Süd 05         | 15     | 4.320     | 288         |
| 04.    |        | Prignitzer Kuckuck Kickers 2000 | 15     | 3.420     | 228         |
| 05.    |        | FC Strausberg                   | 15     | 2.865     | 191         |
| 06.    |        | Breesener SV Guben Nord         | 15     | 2.700     | 180         |
| 07.    |        | FC Schwedt 02                   | 15     | 2.550     | 170         |
| 08.    |        | SV Altlüdersdorf                | 15     | 2.475     | 165         |
| 09.    |        | SV Grün-Weiß Lübben             | 15     | 2.310     | 154         |
| 10.    |        | Oranienburger FC Eintracht 1901 | 15     | 2.145     | 143         |
| 11.    |        | SV Schwarz-Rot Neustadt (Dosse) | 15     | 1.890     | 126         |
| 12.    |        | SG Blau-Gelb Laubsdorf          | 15     | 1.830     | 122         |
| 13.    |        | Frankfurter FC Viktoria 91      | 15     | 1.785     | 119         |
| 14.    |        | FV Motor Eberswalde             | 15     | 1.755     | 117         |
| 15.    |        | SV Babelsberg 03 II             | 15     | 1.665     | 111         |
| 16.    |        | SV Eintracht Ortrand            | 15     | 1.485     | 99          |
| Gesamt | Gesamt | Gesamt                          | Gesamt | 42.540    | 177         |